# مايكل أنجلو بيستوليتو
مايكل أنجلو بيستوليتو (بالإيطالية: Michelangelo Pistoletto)‏ (من مواليد 23 يونيو 1933 في بييلا) هو رسام ومصور انفعالي وفنان إيطالي. يعتبر بيستوليتو واحد من الممثلين الرئيسيين للفن الإيطالي آرتي بوفيرا. يتعامل عمله بشكل أساسي مع موضوع التأمل وتوحيد الفن والحياة اليومية.

## السيرة الذاتية
بدأ ميكيلانجيلو بيستوليتو العمل مع والده، الذي كان مرممًا للوحاته، في عام 1946. بدأ نشاطه الإبداعي في وقت مبكر، حيث كان يرسم صورًا ذاتية على قماش يضيف إليه طبقة أولية تعطيه مظهرًا معدنيًا وعاكسًا. عرض أعماله أولاً على المستوى المحلي (بينالي سان مارينو 1959، معرض جاليريا جاليتيا في تورينو، 1959)، ولاحقًا في الولايات المتحدة أو ساو باولو، حيث حصل على جائزة في بينالي 1967.
في هذه الفترة الأولى، جرب بيستوليتو تقنيات مختلفة، بدءًا من الطباعة على المرايا إلى النحت باستخدام مواد غير تقليدية. لاحقًا، في عام 1969، تركز اهتمامه على العروض الحية، والأداء الفني، والعروض المسرحية، أو فن الفيديو، وهي وسائل إبداعية أقل تقليدية.
خلال عقد الستينيات، بدأ بيستوليتو في جمع قطع من الأقمشة أو الملابس، والتي كان يدمجها بعد ذلك في أعماله كتعبير عن الحياة اليومية. في هذه الفترة، أنشأ جدرانًا من الطوب المغلف بالقماش، أو أحاط نسخة من تمثال كلاسيكي بأقمشة متعددة الألوان (تمثاله الشهير فينوس الخرق)، ليصبح أحد أبرز رواد الفن الفقير، وهو اتجاه فني يقترح إنتاج أعمال فنية باستخدام مواد بسيطة ومتاحة. ابتداءً من عام 1970، توسع نشاطه ليشمل النقد الفني ونظرية الفن، حيث كتب الرجل الأسود، وهو بحث حول الفن المفاهيمي.
خلال هذا العقد، تخلى بشكل كبير عن الفنون التشكيلية ليكرس نفسه لعالم المسرح.
في عام 1996، أسس Cittadelarte/مؤسسة بيستوليتو بالقرب من مسقط رأسه، وهو مشروع يسعى من خلاله إلى دمج الفنون المختلفة معًا وربطها بشكل وثيق بالحياة كنوع من العمل الفني الشامل. في عام 2009، قدم ميكيلانجيلو بيستوليتو وسالفاتوري غارا معًا في معرض "Di tanto mare. سالفاتوري غارا - ميكيلانجيلو بيستوليتو".

## روابط خارجية
- مايكل أنجلو بيستوليتو على موقع IMDb (الإنجليزية)
- مايكل أنجلو بيستوليتو على موقع الموسوعة البريطانية (الإنجليزية)
- مايكل أنجلو بيستوليتو على موقع مونزينجر (الألمانية)
- مايكل أنجلو بيستوليتو على موقع ديسكوغز (الإنجليزية)
- مايكل أنجلو بيستوليتو على موقع قاعدة بيانات الفيلم (الإنجليزية)